# Botiidae
Botiidae – rodzina słodkowodnych ryb karpiokształtnych(Cypriniformes), wyłoniona z piskorzowatych, jako ich grupa siostrzana. W piskorzowatych była, a przez wielu systematyków jest nadal klasyfikowana jako podrodzina Botiinae. Jest uważana za takson monofiletyczny. Wiele gatunków ryb z tej rodziny jest przedmiotem handlu w celach akwarystycznych.

## Występowanie
Rzeki i strumienie południowej i południowo-wschodniej Azji.

## Cechy charakterystyczne
Ciało wydłużone, ścieśnione, pokryte drobnymi łuskami. Otwór gębowy wydłużony, w położeniu dolnym, z 2 parami wąsików położonych na końcu pyska. Płetwa ogonowa głęboko wcięta.

## Rodzaje

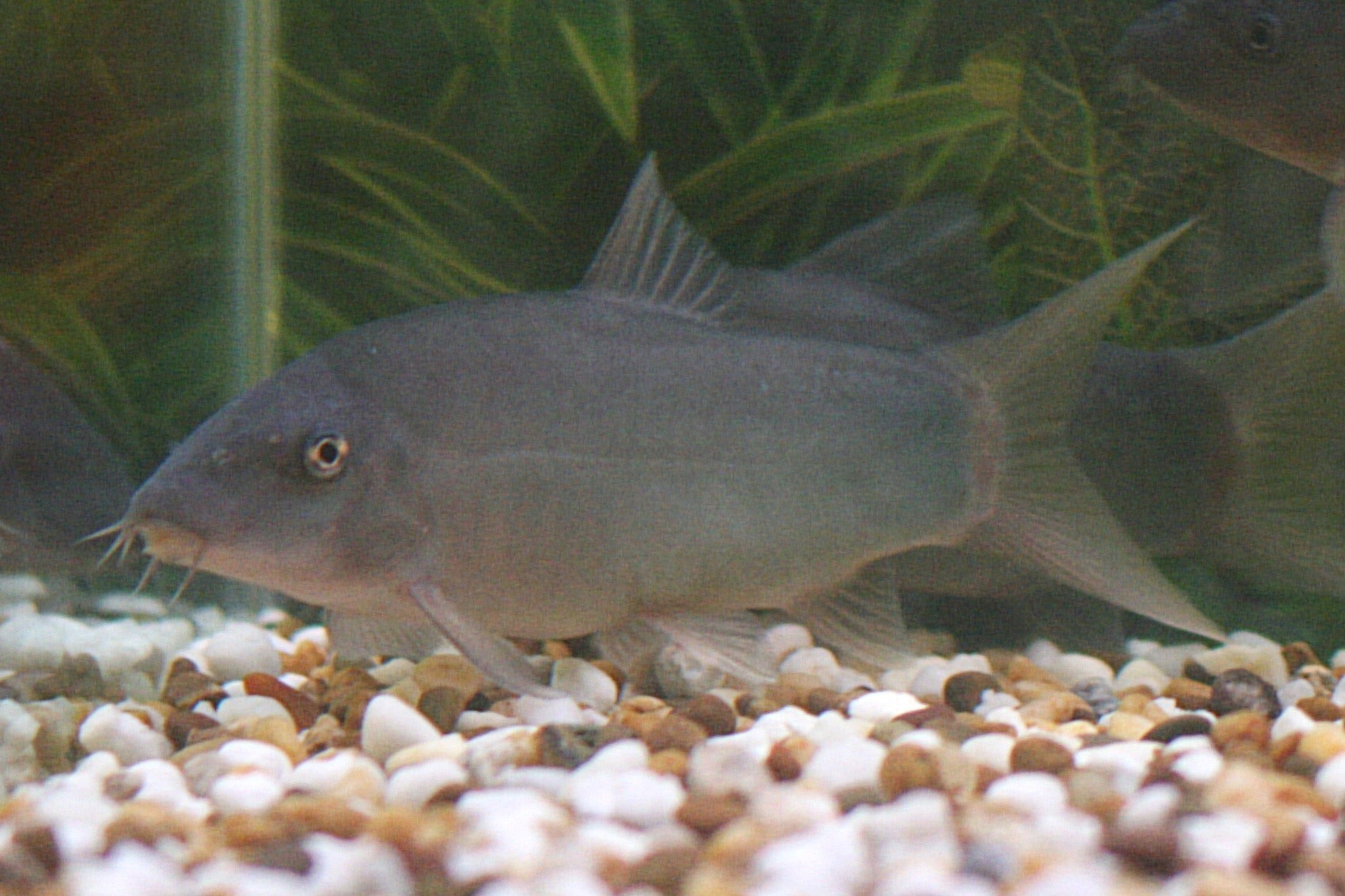
Bocja szara (Yasuhikotakia modesta)

Do rodziny Botiidae zaliczane są dwie podrodziny z rodzajami:
Podrodzina Bootinae (w piskorzowatych klasyfikowana była jako Botiini):
- Ambastaia
- Botia
- Chromobotia
- Sinibotia
- Syncrossus
- Yasuhikotakia

Podrodzina Leptobotiinae (w piskorzowatych klasyfikowana była jako Leptobotiini):
- Leptobotia
- Parabotia